# ميرال (فلم)
ميرال هو فيلم من نوع سيرة ذاتية ودراما أُصدر في 2010. الفيلم من إنتاج باثى وكنال+ وسين+ كلاسيك، ومن توزيع باثى، وهو من إخراج جوليان شنابل، أما السيناريو فكان من كتابة رولا جبريل.

## القصة
يبدأ الفيلم بسرد تاريخي لجهود هند الحسيني لإنشاء دار للأيتام في القدس بعد الحرب العربية الإسرائيلية عام 1948، ومذبحة دير ياسين، وإقامة دولة إسرائيل. في القدس. في عام 1948، في طريقها إلى العمل، تصادف هند الحسيني (هيام عباس) 55 طفلًا يتيمًا في الشارع. تأخذهم إلى المنزل لتزويدهم بالطعام والمأوى. في غضون ستة أشهر، ارتفع عدد الأطفال إلى ما يقرب من 2000، وولد معهد دار الطفل.
أرسل والدها ميرال (فريدا بينتو) إلى المعهد في عام 1978، في سن الخامسة بعد وفاة والدتها. نشأت بأمان داخل جدران المعهد، وهي ساذجة للمشاكل التي تحيط بها. ثم، في سن الخامسة عشرة، تم تكليفها بالتدريس في مخيم للاجئين حيث تنبهت إلى واقع اللاجئين الفلسطينيين. عندما تقع في حب هاني، المقاتلة، تجد نفسها ممزقة بين الانتفاضة الأولى لشعبها وإيمان ماما هند بأن التعليم هو الطريق إلى السلام.
تقع أحداث الفيلم في القدس. وقصة الفيلم الرئيسية حول الصراع العربي الإسرائيلي.

## طاقم التمثيل
- عبد الله عقل
- دوف نافون  [لغات أخرى]‏
- شارون الكسندر [الإنجليزية]‏
- فرانسوا أبو سالم
- هيام عباس
- فريدا بينتو
- ويليم دافو
- مكرم خوري
- دريد اللداوي  [لغات أخرى]‏
- ألكسندر صديق
- جميل خوري  [لغات أخرى]‏
- لنا زريق  [لغات أخرى]‏
- لؤي نوفي  [لغات أخرى]‏
- ربى بلال عصفور
- سلوى نقارة حداد
- فانيسا رديغريف
- شردي جبارين
- زياد بكري
- جوليانو مير خميس
- عمر متولي
- أوري غافرائيل
- اوري كلوزنر  [لغات أخرى]‏
- Yoav Levi  [لغات أخرى]‏
- عامي واينبرغ  [لغات أخرى]‏
- Uri Avrahami  [لغات أخرى]‏
- Oz Zehavi  [لغات أخرى]‏
- ليرون ليفو  [لغات أخرى]‏
- نينا بيرلي
- Rami Heuberger [الإنجليزية]‏
- Shmil Ben Ari [الإنجليزية]‏
- Vito Schnabel [الإنجليزية]‏
- ياسمين المصري
- Zohar Strauss [الإنجليزية]‏

## مناقشة عامة مع صانعي الأفلام
عقدت حلقة نقاش عامة مفتوحة حول ميرال في 30 مارس 2011 في مركز دراسات فلسطين في جامعة كولومبيا مع المخرج السينمائي جوليان شنابل والصحفية الفلسطينية رولا جبريل التي استند الفيلم إلى روايتها الذاتية. قامت هيلجا طويل سوري، أستاذة الإعلام والثقافة والاتصال في جامعة نيويورك، وحميد دباشي، أستاذ الدراسات الإيرانية والأدب المقارن في جامعة كولومبيا، بقيادة حلقة النقاش وإدارتها. خلال المناقشة مع الوسطاء، ناقش شنابل وجبريل الأحداث التي أدت إلى العرض الأول للفيلم في الجمعية العامة للأمم المتحدة. وصف شنابل الفيلم بأنه يبعث برسالة سياسية في مناقشاته مع رئيس الجمعية العامة للأمم المتحدة، السيد جوزيف ديس.
قوبل العرض الأول في الأمم المتحدة بمعارضة الحكومة الإسرائيلية واللجنة اليهودية الأمريكية لأنه صور إسرائيل «بشكل سلبي للغاية». حث المخرج اليهودي الأمريكي جوليان شنابل أعضاء اللجنة اليهودية الأمريكية على مشاهدة الفيلم، لأنه شعر أنهم أساءوا فهم مقصده. كتب شنابل: «أنا أحب دولة إسرائيل، أنا أؤمن بها، وفيلمي يدور حول الحفاظ عليها، وليس إلحاق الضرر بها... بدلاً من قول» لا «، أطلب من اللجنة اليهودية الأمريكية أن تقول» نعم «، انظر ميرال واشترك في النقاش.» حضر العرض الأول نجوم هوليوود شون بين وروبرت دي نيرو وستيف بوسكيمي وجوش برولين.

## وصلات خارجية
- مقالات تستعمل روابط فنية بلا صلة مع ويكي بيانات